# Llibre de Menescalia
El Llibre de Menescalia, manuscrit català, traduit al castellà com Libro de Albeytería, 
 es convertí en els segles XV i XVI en l’obra de referència en la medicina dels equins, cal tenir en compte que la llengua catalana, en aquella època, s'havia estès per tota la Mediterrània, a part de ser entesa gran part d'Europa per la seva similitud amb l'occità (que inclou el gascó, el provençal), el llombard, el milanese, etc.. Va tenir un enorme èxit també a Castella, ja que es va traduir al castellà el 1499 i es va reeditar en aquesta llengua diverses vegades. L'obra consta de dos llibres. El primer (Llibre de menescalia), versa sobre l'anatomia externa del cavall, qualitats que han de concórrer per a la tria del pare, pelatge, manera de criar el poltre, etc.. El segon (Tractat de la menescalia de les mules) és sobre la mula.

## Primeres edicions
Dieç va compilar per ordre d'Alfons V, entre 1424 i 1436, les notícies que sobre veterinària equina li forniren els professors més famosos de l'exèrcit i els textos clàssics i moderns que va poder trobar, formant amb aquestes un Llibre del Art de Menescalia en català, una traducció aragonesa del qual es va publicar a Saragossa: Pablo Hurus, el 1499. El libre de menescalia de Manuel Dieç es convertí en el S. XV i durant el S. XVI en l’obra de referència en la medicina dels equins. El manuscrit original de 1436, es traduí al castellà el 1499, aragonès, portugués, napolità, francés… i és citat com a referència en obres impreses a París, Mèxic, Bolonya o Nuremberg.

## Contingut
El manuscrit, del qual en queda alguna còpia, està compost de dos llibres. El primer (Llibre de menescalia), el més llarg, de més de noranta cinc capítols, la major part dels quals versen sobre l'anatomia externa del cavall, qualitats que han de concórrer per a la tria del pare, pelatge, manera de criar el poltre, etc. El segon (Tractat de la menescalia de les mules) és sobre la mula, qualitats relatives al seu exterior i manera d'administrar-li el menjar. Destaca en aquesta obra la claredat i bon mètode amb què l'autor va exposar les mateixes idees, així com el fet de ser el primer treball d’aquestes característiques a lligar el cavall amb l’astronomia-astrologia, encara que no conté cap avançament digne de consideració, segons el parer de Pedro Darder. Amb tota probabilitat l'autor coneixia altres textos sobre la matèria, com Cirujia del cavall de Gallien Corretger (identificat com Guillem Corretger), Tractat de la menescalia de Giordano Ruffo i El llibre dels cavalls de Teodoric Borgognoni. L'aragonès de Sos Martín Martínez de Ampiés va traduir aquest llibre al castellà i el va fer imprimir a Toledo (1507).
El seu treball va inspirar el d'altre autors com Salvador Vila (Dels nodriments dals cavalls i de les mules, etc.), Juan Álvarez de Salamiellas (Libro de menescalia y de albeitería y física de las bestias), Carlo Ruini (Anatomia del cavalo infirmitate i suo rimedii), etc. Va ser una obra que va córrer en còpies manuscrites i també impreses als segles xv i xvi en català (Barcelona 1515 i 1523) i castellà (Saragossa 1495, 1499 i 1545; Toledo 1507, 1511 i 1515) etc.